# Castle (Oklahoma)
Castle – miasto w Stanach Zjednoczonych, w stanie Oklahoma, w hrabstwie Okfuskee.